# Antigua iglesia de las Bernardas (Salamanca)
La antigua iglesia de las Bernardas es un templo católico de Salamanca, de estilo renacentista obra de Rodrigo Gil de Hontañón.
Su origen está en el antiguo convento del Santo Nombre de Jesús, fundado el 19 de marzo de 1552 por don Francisco de Herrera y doña María de Anaya, habiéndolo otorgado en testamento en 1548, para religiosas cistercienses de San Bernardo. Los fundadores serían enterrados en la iglesia del convento. Al no disponer de espacio para construirlo intramuros se levantó fuera de la cerca nueva, junto a la Puerta de Santo Tomás La escritura para su construcción se firmó en 1552, aunque las obras habían empezado un año antes siguiendo las trazas diseñadas por Rodrigo Gil de Hontañón y Martín Navarro. El edificio contaba de un patio cercado por una tapia con la portada de acceso, un claustro de dos plantas inspirado en el del colegio del Arzobispo Fonseca y la capilla.
Gran parte del edificio original fue derruido para construir el colegio San José de Calasanz de los Padres Escolapios. Solo se salvaron la iglesia y el claustro, que se encuentran en el interior del colegio, y la portada de acceso al conjunto conventual, que se encuentra instalada en el parque llamado Huerto de los Jesuitas.
La fachada de la iglesia se dispone modo de arco triunfal entre dos contrafuertes coronados con bóveda de cañón apuntado. En su interior una portada de doble cuerpo ocupa dos tercios del lienzo. En el primer cuerpo la puerta, con arco de medio punto, está flanqueada por dos parejas de columnas clásicas con ménsulas vacías en los intercolumnios. En las enjutas del arco de entrada se disponen dos medallones de San Pedro y San Pablo. El segundo cuerpo se desarrolla alrededor de una hornacina, cubierta con una venera, que acoge una escultura de la Virgen con el Niño y San Bernardo. A los lados se disponen dos calles con los escudos de los fundadores, coronándose el conjunto con un frontón triangular con motivos renacentistas.
El interior de la iglesia presenta una sola nave con cinco tramos y crucero poco marcado en planta. Las nave se cubre con bóveda de terceletes. La cabecera se cubre con cúpula de cuarto de esfera avenerada. La transición de la planta poligonal de la cabecera a la semicircular se realiza mediante trompas, también aveneradas.
Del claustro se encargaron Martín Navarro y Rodrigo Gil incorporándole elementos renacentistas.
A finales de los años cincuenta las Madres Bernardas se trasladan un modesto convento en el Camino de las Aguas, a las afueras de la ciudad.